# Risoba viridata
Risoba viridata är en fjärilsart som beskrevs av Bethune-Baker 1906. Risoba viridata ingår i släktet Risoba och familjen trågspinnare. Inga underarter finns listade.